# Président de l'Assemblée législative de l'Ontario
Le président de l'Assemblée législative de l'Ontario est le président des délibérations de l'Assemblée législative de l'Ontario. Anciennement, on traduisait le titre Speaker par Orateur, mais cette désignation est un anglicisme et a été remplacée par président. Traditionnellement, le président était choisi par le premier ministre de l'Ontario en consultation avec le chef de l'opposition et les chefs des autres groupes parlementaires et ratifiée par l'Assemblée. Depuis 1990, l'élection du président se fait directement par l'Assemblée par vote à bulletin secret.

## Liste des présidents de la Chambre d'assemblée de la province du Haut-Canada de 1791 à 1841
|  | Mandat    | Président               | Circonscription                | Tendance                   |
|  | --------- | ----------------------- | ------------------------------ | -------------------------- |
|  | 1792-1796 | John McDonell           | 2e Glengarry                   |                            |
|  | 1796-1800 | Sir David William Smith | 3e Lincoln                     |                            |
|  | 1800      | Samuel Street           | 2e Lincoln                     |                            |
|  | 1801-1802 | Sir David William Smith | Norlfolk, Oxford & Middlesex   |                            |
|  | 1803-1804 | Richard Beasley         | West York, Lincoln & Haldimand |                            |
|  | 1805-1808 | Alexander Macdonell     | Glengarry & Prescott           |                            |
|  | 1809-1811 | Samuel Street           | 3e Lincoln                     |                            |
|  | 1812-1820 | Allan McLean            | Frontenac                      |                            |
|  | 1821-1824 | Levius Peters Sherwood  | Leeds                          | Tory                       |
|  | 1825-1828 | John Willson            | Wentworth                      | Conservatrice indépendante |
|  | 1829-1830 | Marshall Spring Bidwell | Lennox & Addington             | Réformiste                 |
|  | 1831-1834 | Archibald McLean        | Stormont                       | Tory                       |
|  | 1835-1836 | Marshall Spring Bidwell | Lennox & Addington             | Réformiste                 |
|  | 1836-1837 | Archibald McLean        | Stormont                       | Tory                       |
|  | 1837      | Sir Allan Napier MacNab | Wentworth                      | Tory                       |
|  | 1837-1838 | Henry Ruttan            | Northumberland                 | Tory                       |
|  | 1838-1840 | Sir Allan Napier MacNab | Wentworth                      | Tory                       |

## Liste des présidents de l'Assemblée législative de la province du Canada de 1841 à 1867
Les présidents de l'Assemblée législative de la province du Canada venant du Canada-Ouest sont en caractère gras.
|  | Mandat    | Président                | Circonscription | Parti        |
|  | --------- | ------------------------ | --------------- | ------------ |
|  | 1841-1843 | Austin Cuvillier         | Huntingdon      | Patriote     |
|  | 1844-1847 | Allan Napier MacNab      | Hamilton        | Conservateur |
|  | 1848-1851 | Augustin-Norbert Morin   | Bellechasse     | Patriote     |
|  | 1852-1854 | John Sandfield Macdonald | Glengarry       | Réformiste   |
|  | 1844-1847 | Louis-Victor Sicotte     | Saint-Hyacinthe | Libéral      |
|  | 1858-1861 | Sir Henry Smith          | Frontenac       | Conservateur |
|  | 1862-1863 | Joseph-Édouard Turcotte  | Trois-Rivières  | Bleu         |
|  | 1863-1866 | Lewis Wallbridge         | South Hastings  | Reformiste   |

## Liste des présidents de l'Assemblée législative de l'Ontario de 1867 à aujourd'hui
|  | Mandat                              | Président                        | Circonscription                  | Parti                     |
|  | ----------------------------------- | -------------------------------- | -------------------------------- | ------------------------- |
|  | 27 décembre 1867-15 février 1871    | John Stevenson                   | Lennox                           | Conservateur              |
|  | 7 décembre 1871-21 décembre 1871    | Richard William Scott            | Ottawa                           | Libéral                   |
|  | 21 décembre 1871-29 mars 1873       | James George Currie              | Welland                          | Libéral                   |
|  | 7 janvier 1874-11 mars 1879         | Rupert Mearse Wells              | Bruce South                      | Libéral                   |
|  | 7 janvier 1880-29 mars 1886         | Charles Clarke                   | Wellington-Centre                | Libéral                   |
|  | 10 février 1887-7 avril 1890        | Jacob Baxter                     | Haldimand                        | Libéral                   |
|  | 11 février 1891-5 mai 1894          | Thomas Ballantyne                | Perth-Sud                        | Libéral                   |
|  | 21 février 1895-14 juillet 1896     | William Balfour                  | Essex-Sud                        | Libéral                   |
|  | 10 février 1897-17 mars 1902        | François Eugène Alfred Évanturel | Prescott                         | Libéral                   |
|  | 10 mars 1903-26 avril 1904          | William Andrew Charlton          | Norfolk-Sud                      | Libéral                   |
|  | 22 mars 1905-7 avril 1907           | Joseph St. John                  | York-Ouest                       | Conservateur              |
|  | 8 avril 1907-24 mars 1911           | Thomas Crawford                  | Toronto-Ouest                    | Conservateur              |
|  | 7 février 1912-1er mai 1914         | William Hoyle                    | Ontario-Nord                     | Conservateur              |
|  | 16 février 1915-24 avril 1919       | David Jamieson                   | Grey-Sud                         | Conservateur              |
|  | 9 mars 1920-8 mai 1923              | Nelson Parliament                | Prince Edward                    | Aucun1                    |
|  | 6 février 1924-8 avril 1926         | Joseph Thompson                  | Toronto-Nord-Est (Siège B)       | Conservateur              |
|  | 2 février 1927-28 mars 1929         | William Black                    | Addington                        | Conservateur              |
|  | 5 février 1930-18 avril 1934        | Thomas Kidd                      | Kingston                         | Conservateur              |
|  | 20 février 1935-2 septembre 1938    | Norman Hipel                     | Waterloo-Sud                     | Libéral                   |
|  | 8 mars 1939-14 avril 1944           | James Clark                      | Windsor—Sandwich                 | Libéral                   |
|  | 22 février 1944-21 mars 1947        | William James Stewart            | Parkdale                         | Progressiste-conservateur |
|  | 24 mars 1947-16 avril 1948          | James Hepburn                    | Prince Edward-Lennox             | Progressiste-conservateur |
|  | 10 février 1949-31 mars 1955        | Myrddyn Davies                   | Windsor—Walkerville              | Progressiste-conservateur |
|  | 8 septembre 1955-26 mars 1959       | Alfred Wallace Downer            | Dufferin—Simcoe                  | Progressiste-conservateur |
|  | 26 janvier 1960-26 avril 1963       | William Murdoch                  | Essex-Sud                        | Progressiste-conservateur |
|  | 29 octobre 1963-15 juin 1967        | Donald Morrow                    | Ottawa-Ouest                     | Progressiste-conservateur |
|  | 14 février 1968-28 juillet 1971     | Frederick Cass                   | Grenville—Dundas                 | Progressiste-conservateur |
|  | 13 décembre 1971-22 octobre 1974    | Allan Reuter                     | Waterloo-Sud                     | Progressiste-conservateur |
|  | 22 octobre 1974-17 octobre 1977     | Russell Rowe                     | Northumberland                   | Progressiste-conservateur |
|  | 17 octobre 1977-21 avril 1981       | Jack Stokes                      | Lake Nipigon                     | Néo-démocrate2            |
|  | 21 avril 1981-4 juin 1985           | John Mellville Turner            | Peterborough                     | Progressiste-conservateur |
|  | 4 juin 1985-19 novembre 1990        | Hugh Edighoffer                  | Perth; Perth—Wellington—Waterloo | Libéral                   |
|  | 19 novembre 1990-26 septembre 1995  | David William Warner             | Scarborough-Ellesmere            | Néo-démocrate             |
|  | 26 septembre 1995-26 septembre 1996 | Allan K. McLean                  | Simcoe-Est                       | Progressiste-conservateur |
|  | 26 septembre 1996-3 octobre 1996    | Edward A. Doyle                  | Wentworth-Ouest                  | Progressiste-conservateur |
|  | 3 octobre 1996-16 juin 1999         | Chris Stockwell                  | Etobicoke-Ouest                  | Progressiste-conservateur |
|  | 20 octobre 1999-19 novembre 2003    | Gary Carr                        | Oakville                         | Progressiste-conservateur |
|  | 19 novembre 2003-19 août 2005       | Alvin Curling                    | Scarborough-Rouge River          | Libéral                   |
|  | 11 octobre 2005-28 novembre 2007    | Michael A. Brown                 | Algoma-Manitoulin                | Libéral                   |
|  | 28 novembre 2007-21 novembre 2011   | Steve Peters                     | Elgin—Middlesex—London           | Libéral                   |
|  | 21 novembre 2011-8 mai 2018         | Dave Levac                       | Brant                            | Libéral                   |
|  | Depuis le 11 juillet 2018           | Ted Arnott                       | Wellington—Halton Hills          | Progressiste-conservateur |

(1) Nelson Parliament était un député libéral. Lorsque le gouvernement des Fermiers unis de l'Ontario a pris le pouvoir, aucun de leurs députés n'avait de l'expérience parlementaire et ils ont choisi Parliament comme président. Il a donc quitté le groupe parlementaire libéral et a siégé comme indépendant.
(2) Le gouvernement était un gouvernement minoritaire progressiste-conservateur.